# DKW Mokick 139
Die DKW RT 139 war ein in verschiedenen Versionen ab 1965 gebautes Mokick der Zweirad Union, später Fichtel & Sachs. Die Kleinkraftrad-Ausführung hieß DKW RT 159. Entsprechend der damaligen Markenpolitik wurden die Fahrzeuge unter verschiedenen Markenbezeichnungen verkauft.

## Geschichte
Die Baureihe wurde noch von der Zweirad-Union entwickelt, kam aber nach deren Übernahme durch Fichtel & Sachs erst 1965/66 in veränderter Form auf den Markt. Die Fahrzeuge hatten 50-cm³-Sachs-Motoren mit Gebläsekühlung. Das Fahrwerk war neu. Das Fahrzeug war mit einer Teleskopfedergabel ausgestattet.

## Modellversionen
- DKW RT 139 TS: Mokick mit 2,6 PS und Gebläsekühlung
  - RT 139 TS Sport
  - RT 139 TS Supersport
  - RT 139 TS Standard

Mit verschiedenen Markenbezeichnungen waren annähernd baugleiche Fahrzeuge bekannt:
- DKW RT 139 (Gebläsekühlung)
- DKW RT 139 S (Fahrtwindkühlung)[2]
- Express 139 (Gebläsekühlung)
- Victoria 139 (Gebläsekühlung)
- Zweirad Union 139 (Gebläsekühlung)

## DKW RT 159
Ein weitgehend baugleiches Modell war das bereits ab 1962 produzierte Kleinkraftrad DKW RT 159 mit fahrtwindgekühltem 50-cm³-Zweitaktmotor und 5,3 PS bei 7500/min. Dabei handelte es sich erstmals bei Sachs um einen Kleinkraftrad-Motor mit Leichtmetall-Zylinder (bisher und Typ 139: Grauguss-Zylinder). Weiterhin war die Hercules K50 SX ein mit der DKW RT 159 identisches Fahrzeug, lediglich die Tankform war etwas anders. Als K50 RX wurde das Fahrzeug auch mit hochgelegtem Auspuff (analog zur DKW-Ausführung RT 159 Super, jedoch mit Vollschwingenfahrwerk) angeboten.